# Porsche Tennis Grand Prix 2014
Porsche Tennis Grand Prix 2014 byl tenisový turnaj ženského profesionálního okruhu WTA Tour, hraný v hale Porsche-Arena na krytých antukových dvorcích. Konal se mezi 21. a 27. dubnem 2014 v německém Stuttgartu jako 38. ročník turnaje.
Rozpočet turnaje činil 710 000 dolarů. V rámci WTA Tour se řadil do kategorie WTA Premier Tournaments. Byl to jediný ženský turnaj v sezóně 2014, který se hrál na krytých antukových dvorcích. Nejvýše nasazenou hráčkou ve dvouhře byla Polka Agnieszka Radwańská.

## Distribuce bodů a finančních odměn

### Distribuce bodů
| Soutěž      | Vítězky | Finalistky | Semifinalistky | Čtvrtfinalistky | 16 v kole | 32 v kole | Q  | Q3 | Q2 | Q1 |
| ----------- | ------- | ---------- | -------------- | --------------- | --------- | --------- | -- | -- | -- | -- |
| dvouhra žen | 470     | 305        | 185            | 100             | 55        | 1         | 25 | 18 | 13 | 1  |
| čtyřhra žen | 470     | 305        | 185            | 100             | 1         |           |    |    |    |    |

### Finanční odměny
| Soutěž            | Vítězky  | Finalistky | Semifinalistky | Čtvrtfinalistky | 16 v kole | 32 v kole | Q3      | Q2      | Q1    |
| ----------------- | -------- | ---------- | -------------- | --------------- | --------- | --------- | ------- | ------- | ----- |
| dvouhra žen       | 96 774 € | 51 613 €   | 27 702 €       | 14 887 €        | 7 984 €   | 5 073 €   | 2 298 € | 1 210 € | 685 € |
| čtyřhra žen *     | 30 645 € | 16 129 €   | 8 871 €        | 4 516 €         | 2 448 €   |           |         |         |       |
| * – částka na pár |          |            |                |                 |           |           |         |         |       |

## Ženská dvouhra

### Nasazení
| Stát      | Hráčka              | WTA1) | Nasazení |
| --------- | ------------------- | ----- | -------- |
| Polsko    | Agnieszka Radwańská | 3.    | 1.       |
| Rumunsko  | Simona Halepová     | 5.    | 2.       |
| Česko     | Petra Kvitová       | 6.    | 3.       |
| Německo   | Angelique Kerberová | 7.    | 4.       |
| Srbsko    | Jelena Jankovićová  | 8.    | 5.       |
| Rusko     | Maria Šarapovová    | 9.    | 6.       |
| Slovensko | Dominika Cibulková  | 10.   | 7.       |
| Itálie    | Sara Erraniová      | 11.   | 8.       |
| Srbsko    | Ana Ivanovićová     | 12.   | 9.       |

- 1) Žebříček WTA k 14. dubnu 2014.

### Jiné formy účasti
Následující hráčky obdržely divokou kartu do hlavní soutěže:
- Julia Görgesová
- Andrea Petkovicová

Následující hráčky postoupily z kvalifikace:
- Gioia Barbieriová
- Annika Becková
- Diāna Marcinkēvičová
- Ajla Tomljanovićová
  -  Mona Barthelová – jako šťastná poražená
  -  Johanna Kontaová – jako šťastná poražená

### Odhlášení
- Dominika Cibulková
- Kirsten Flipkensová
- Li Na
- Caroline Wozniacká

### Skrečování
- Carla Suárezová Navarrová

## Ženská čtyřhra

### Nasazení
| Stát     | Hráčka            | Stát      | Hráčka                | WTA1 | Nasazení |
| -------- | ----------------- | --------- | --------------------- | ---- | -------- |
| Itálie   | Sara Erraniová    | Itálie    | Roberta Vinciová      | 10.  | 1.       |
| Zimbabwe | Cara Blacková     | Indie     | Sania Mirzaová        | 17.  | 2.       |
| Rusko    | Naděžda Petrovová | Slovinsko | Katarina Srebotniková | 32.  | 3.       |
| Česko    | Andrea Hlaváčková | Česko     | Lucie Šafářová        | 34.  | 4.       |

- 1 Žebříček WTA k 14. dubnu 2014; číslo je součtem žebříčkového postavení obou členek páru.

### Jiné formy účasti
Následující pár nastoupil do hlavní soutěže z pozice náhradníků:
- Antonia Lottnerová /  Anna Zajová

### Odhlášení
- Andrea Hlaváčková

## Přehled finále

### Ženská dvouhra
- Maria Šarapovová vs.  Ana Ivanovićová, 3–6, 6–4, 6–1

### Ženská čtyřhra
- Sara Erraniová /  Roberta Vinciová vs.  Cara Blacková /  Sania Mirzaová, 6–2, 6–3